# 岩手県道247号角ノ浜玉川線
岩手県道247号角ノ浜玉川線（いわてけんどう247ごう かどのはまたまがわせん）は、岩手県九戸郡洋野町を通る一般県道である。

## 概要
青森県三戸郡階上町との県境に近い国道45号交点から始まり、ほぼ全区間太平洋に沿って洋野町種市地区を通り、2度JR八戸線と交差する。
旧国道45号が県道に指定替えされた区間である。

### 路線データ
- 起点：九戸郡洋野町種市字角の浜（国道45号交点）
- 終点：九戸郡洋野町種市字玉川（国道45号交点）

## 地理

### 通過する自治体
- 九戸郡洋野町

### 交差する道路
- 国道45号（起点）
- 岩手県道150号種市停車場線（九戸郡洋野町種市）
- 国道45号（終点）

### 沿線の施設など
- JR八戸線
  - 角の浜駅
  - 平内駅
  - 種市駅（県道150号経由）
  - 玉川駅